# Trolejbusy w Bracku
Trolejbusy w Bracku – system trolejbusowy funkcjonujący w mieście Brack, w obwodzie irkuckim, w Rosji. Został uruchomiony 1 lutego 1975 r. Operatorem jest przedsiębiorstwo Bratskoje trollejbusnoje uprawlenije. 

## Linie
Stan z 6 czerwca 2020 r.
| Linia | Trasa                |
| ----- | -------------------- |
| 1     | Rynok ↔ BŁPK         |
| 1uk   | Rynok ↔ Awtostancyja |
| 2     | Rynok ↔ DOSAAF       |
| 2a    | Rynok ↔ Sowietskaja  |
| 3     | DOSAAF ↔ BŁPK        |
| 4     | PŁ-24 ↔ DOSAAF       |
| 5     | PŁ-24 ↔ BŁPK         |

## Tabor
Stan z 6 czerwca 2020 r.
| Zdjęcie        | Typ            | Eksploatacja od | Liczba |
| -------------- | -------------- | --------------- | ------ |
|                | ZiU-9          | 1992            | 7      |
|                | ZiU-10         | 1996            | 2      |
|                | WMZ-170        | 2001            | 14     |
|                | WMZ-6215       | 2003            | 3      |
|                | WMZ-5298-20    | 2004            | 19     |
|                | WMZ-5298.01    | 2007            | 1      |
|                | ST-6217        | 2010            | 4      |
|                | ST-6217M       | 2012            | 3      |
|                | Trolza-5265    | 2014            | 1      |
|                | WMZ-463        | 2019            | 3      |
| Łączna liczba: | Łączna liczba: | Łączna liczba:  | 62     |